# Monothecium glandulosum
Monothecium glandulosum är en akantusväxtart som beskrevs av Ferdinand von Hochstetter. Monothecium glandulosum ingår i släktet Monothecium och familjen akantusväxter. Inga underarter finns listade i Catalogue of Life.